# Schlittschuh Club Weinfelden
Lo Schlittschuh Club Weinfelden, abbreviato SC Weinfelden o SCW, è una squadra di hockey su ghiaccio con sede a Weinfelden, nel Canton Turgovia, in Svizzera. La compagine milita attualmente in Prima Lega.